# Juninho (calciatore giugno 1989)
Roberto Neves Adam Júnior, meglio noto come Juninho (Pelotas, 29 giugno 1989), è un ex calciatore brasiliano, di ruolo centrocampista.

## Carriera
Ha giocato nella massima serie dei campionati uruguaiano, iraniano e cipriota.